# Bronka
Bronka – wieś w Polsce położona w województwie podlaskim, w powiecie bielskim, w gminie Brańsk. Leży na lewym brzegu Bronki.
| SIMC    | Nazwa             | Rodzaj  |
| ------- | ----------------- | ------- |
| 0024489 | Jarmarkowszczyzna | kolonia |

Wieś duchowna, własność probostwa brańskiego, położona była w 1575 roku w powiecie brańskim w ziemi bielskiej województwa podlaskiego. W latach 1975–1998 miejscowość administracyjnie należała do województwa białostockiego.
Według Powszechnego Spisu Ludności z 1921 roku wieś zamieszkiwały 234 osoby, wśród których 228 było wyznania rzymskokatolickiego, a 6 mojżeszowego. Jednocześnie 228 mieszkańców zadeklarowało polską przynależność narodową, a 6 żydowską. Było tu 41 budynków mieszkalnych.
Wierni kościoła rzymskokatolickiego należą do parafii Wniebowzięcia Najświętszej Maryi Panny w Brańsku.